# Ivan Ćalušić
Ivan Ćalušić (Spalato, 12 settembre 1999) è un calciatore croato, centrocampista del Radomlje.

## Carriera

### Club

#### Gli inizi
Cresciuto nel settore giovanile dell'RNK Spalato, nell'estate 2020, dopo una stagione trascorsa al Croatia Zmijavci, si accasa tra le file dell'Hajduk Spalato.
Debutta con l'Hajduk Spalato II il 14 agosto, in occasione del match di 2. HNL perso in casa dell'Opatija (2-1). Il 21 settembre 2021 debutta anche in prima squadra, parte da titolare nella trasferta di Coppa di Croazia vinta in casa del Primorac Biograd (1-2). Il 31 ottobre debutta in campionato, subentra a Jani Atanasov nella trasferta persa 3-2 contro il Slaven Belupo.

#### Il prestito al Radomlje e la cessione all'Istria 1961
Il 19 gennaio 2022 viene ceduto in prestito secco al Radomlje, squadra militante in 1. SNL. Fa il suo debutto il 14 febbraio, andando a segno nella trasferta di campionato vinta contro l'Aluminij (0-4). Nella sua prima esperienza al Radomlje colleziona 14 presenze e 2 reti ed il 13 giugno dello stesso anno, in concomitanza con il rinnovo all'Hajduk fino al 2025, viene riconfermato in prestito al club sloveno per un'altra stagione. Ad agosto, a causa di un grave infortunio procurato durante il match contro il NŠ Mura, l'Hajduk e il Radomlje decidono di rescindere il suo prestito.
Dopo non aver trovato spazio nel club spalatino, il 19 giugno 2023 viene ceduto a titolo definitivo all'Istria 1961. Il 23 luglio fa il suo debutto con i Puležani disputando da titolare la prima di campionato pareggiata 1-1 in casa della Lokomotiva Zagabria.